# Damir Kedžo
Damir Kedžo (Omišalj, 24 mei 1987) is een Kroatisch zanger.

## Biografie
Kedžo begon zijn muzikale carrière in 2003 door deel te nemen aan een Kroatische talentenjacht, waarin hij in de top zeven eindigde. In 2020 won hij Dora, de Kroatische preselectie voor het Eurovisiesongfestival. Met Divlji vjetre zou hij aldus mogen deelnemen aan het Eurovisiesongfestival 2020. Het festival werd evenwel geannuleerd vanwege de COVID-19-pandemie.
- Gemeinsame Normdatei: 1210384469
- International Standard Name Identifier: 0000 0004 2229 2921
- MusicBrainz: b9b843cb-46ea-4558-94ca-8abf1795c49d
- Virtual International Authority File: 305708606